# Gerbrand Nijman
Gerbrand Nijman (Rotterdam, 8 mei 1904 – 8 juni 1985) was een Nederlands politicus van de PvdA.
Hij werd geboren als zoon van Johan Andries Gerbrand Nijman (1867-1925) en Hester Stolk (1870-1958). Hij was, net als zijn beide ouders, heilsoldaat maar later sloot hij zich aan bij de quakers. Hij was godsdienstonderwijzer in Rotterdam voor hij in 1933 in Alphen aan den Rijn als hoofdambtenaar ging werken bij het School- en Jongenshuis van de Martha-stichting. Na de Tweede Wereldoorlog kwam hij voor de PvdA in de gemeenteraad van Alphen aan den Rijn en in 1953 werd hij daar wethouder. In 1957 volgde zijn benoeming tot burgemeester van Hoogkerk. Enkele maanden voor Nijman met pensioen kon gaan, ging die gemeente op in de gemeente Groningen waarmee zijn functie kwam te vervallen. In 1985 overleed hij op 81-jarige leeftijd.